# Wipertistraße 1, 1b (Quedlinburg)

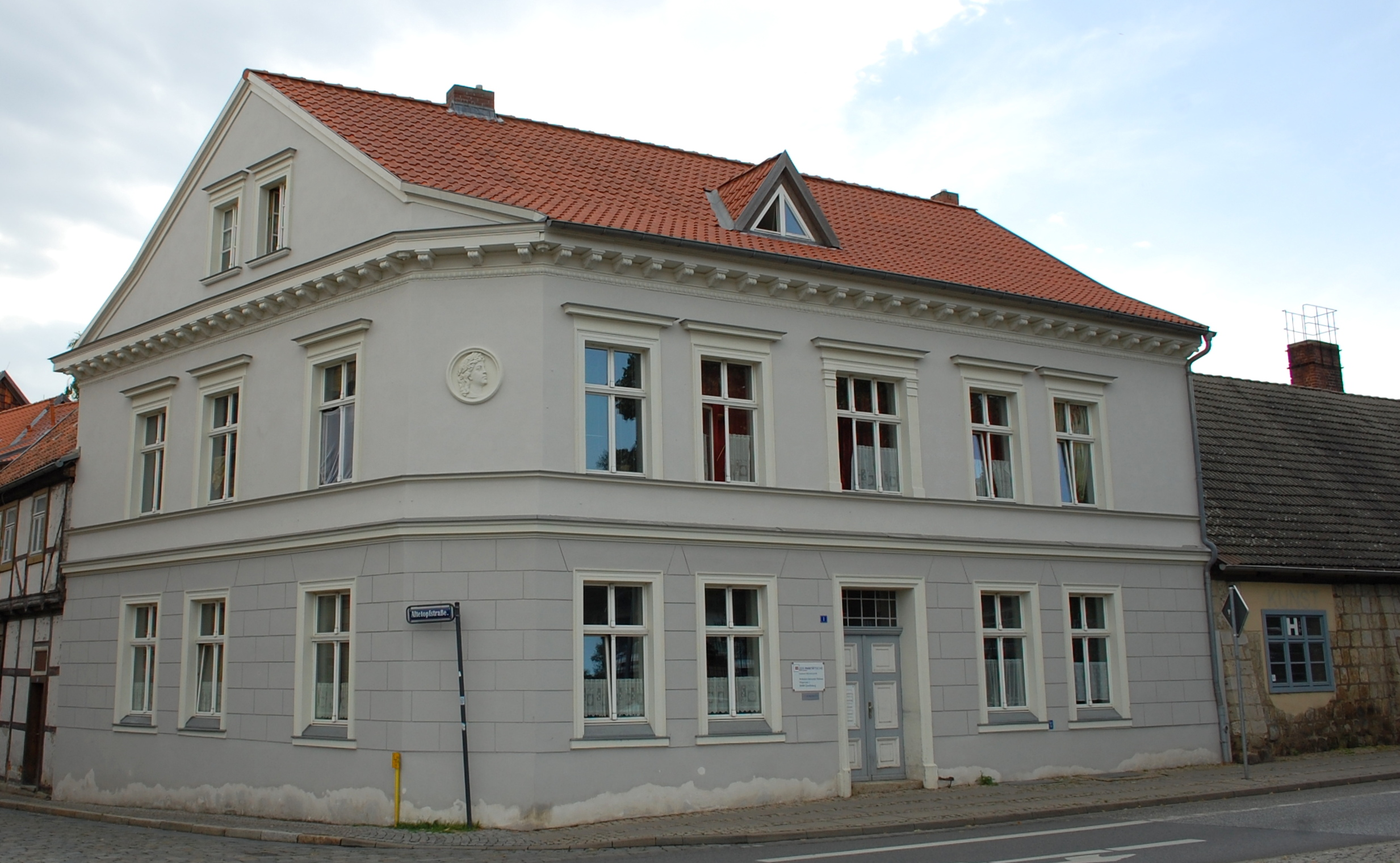
Haus Wipertistraße 1, 1b

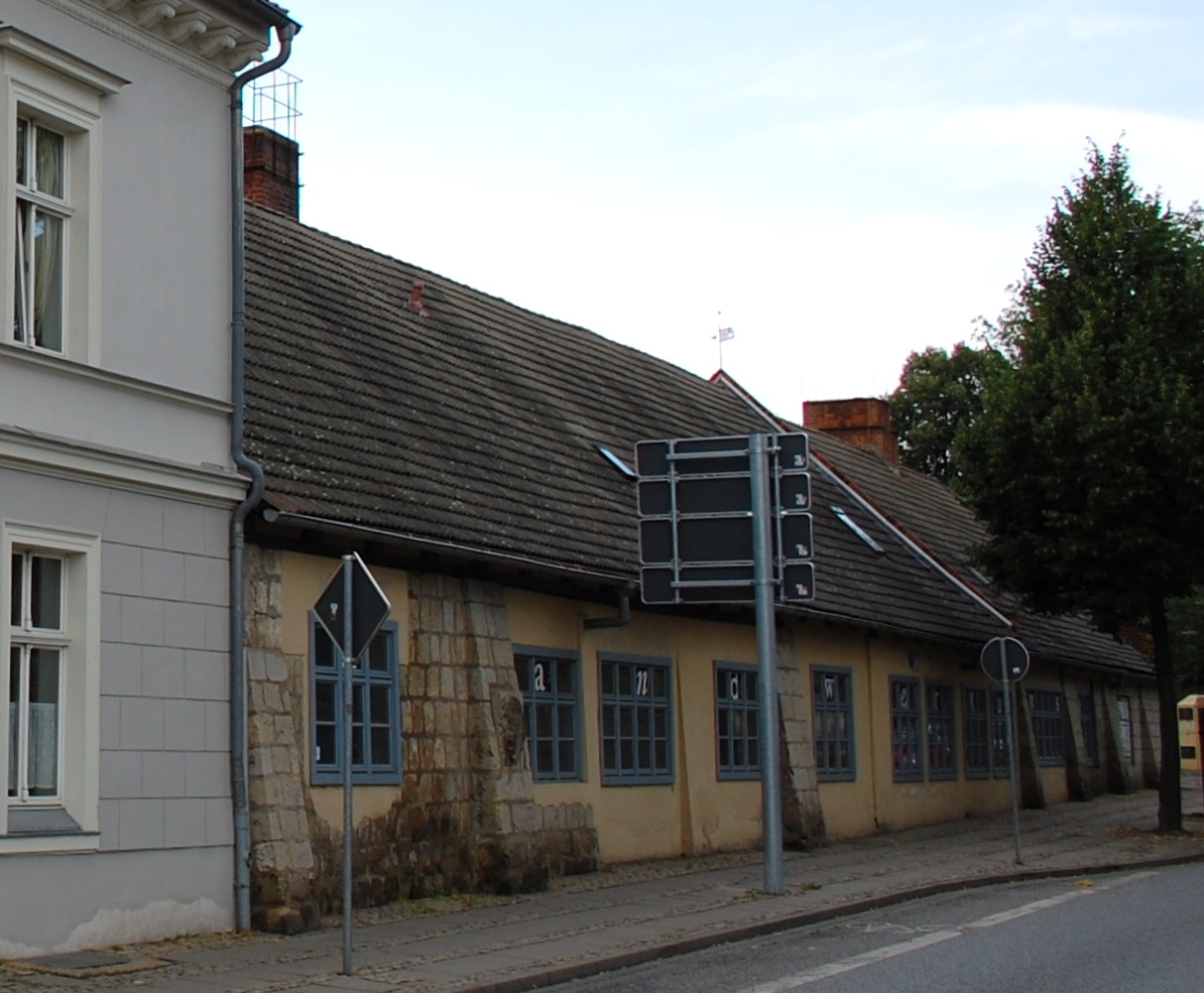
Werkstattanbau längs der Wipertistraße

Das Haus Wipertistraße 1, 1b ist ein denkmalgeschütztes Gebäude in der Stadt Quedlinburg in Sachsen-Anhalt.

## Lage
Das Gebäude befindet sich nordwestlich des Quedlinburger Schloßbergs an der Ecke zur Alten Topfstraße. Das Haus ist im Quedlinburger Denkmalverzeichnis als Wohnhaus eingetragen.

## Architektur und Geschichte
Das zweigeschossige verputzte Gebäude entstand in der zweiten Hälfte des 19. Jahrhunderts. Die Fassade des unteren Geschoss ist mit Streifenrustika verziert. An der Fassade des oberen Geschosses finden sich diverse Verzierungen. So bestehen Fensterverdachungen und Gurt-, Fensterbank- sowie Konsolgesims. Die nordwestliche Hausecke ist abgeschräckt und mit der Darstellung eine Frauenkopfes in eine Medaillon verziert.
Entlang der Wipertistraße zieht sich ein eingeschossiger, langgezogener Werkstattbau in massiver Bauweise. Bemerkenswert eine Bruchsteinwand mit Strebepfeilern, bei der es sich um Reste der Quedlinburger Stadtmauer handeln könnte. An ihr befindet sich ein auf das Jahr 1625 datiertes Stiftswappen.
Auf dem Hof des Anwesens befinden sich weitere Gebäude, so ein zweigeschossiges, verputztes Haus mit steilem Krüppelwalmdach aus dem 18. Jahrhundert und ein aus dem 19. Jahrhundert stammendes Fachwerkhaus.